# Romain Cannone
Romain Cannone (Boulogne-Billancourt, 12 april 1997) is een Frans schermer.

## Carrière
Cannone werd geboren in Frankrijk, maar verhuisde op jonge leeftijd met zijn familie naar Brazilië en vervolgens naar de Verenigde Staten, waar zijn ouders een macaronwinkel runden in New York. Daar begon hij op negenjarige leeftijd met schermen. Hij specialiseerde zich pas in degenschermen in 2016, toen hij besloot terug te keren naar Frankrijk en in 2017 begon te trainen bij het sportontwikkelingsinstituut INSEP.
Hij kwalificeerde zich voor de Olympische Spelen van Tokio als lid van het Franse team. Hij werd pas bij de ploeg geroepen nadat Daniel Jérent niet aan de Spelen mocht deelnemen wegens een positieve dopingtest. Zijn grootste successen daarvoor waren een zevende plaats op een World Cup in Vancouver en Frans runner-up in 2019, derhalve kwam het winnen van de gouden medaille op de Olympische Spelen, die een jaar werden uitgesteld vanwege corona, in 2021, als een verrassing. Hij eindigde als vijfde met het Franse team.

## Resultaten

### Olympische Zomerspelen
| Jaar | Plaats | Resultaten          |
| ---- | ------ | ------------------- |
| 2020 | Tokio  | degen 5e degen team |

1900: Ramón Fonst ·
1904: Ramón Fonst ·
1908: Gaston Alibert ·
1912: Paul Anspach ·
1920: Armand Massard ·
1924: Charles Delporte ·
1928: Lucien Gaudin ·
1932: Giancarlo Cornaggia-Medici ·
1936: Franco Riccardi ·
1948: Gino Cantone ·
1952: Edoardo Mangiarotti ·
1956: Carlo Pavesi ·
1960: Giuseppe Delfino ·
1964: Grigori Kriss ·
1968: Győző Kulcsár ·
1972: Csaba Fenyvesi ·
1976: Alexander Pusch ·
1980: Johan Harmenberg ·
1984: Philippe Boisse ·
1988: Arnd Schmitt ·
1992: Éric Srecki ·
1996: Aleksandr Beketov ·
2000: Pavel Kolobkov ·
2004: Marcel Fischer ·
2008: Matteo Tagliariol · 
2012: Rubén Limardo · 
2016: Park Sang-young · 
2020: Romain Cannone · 
2024: Koki Kano